# Syzygium rama-varmae
Syzygium rama-varmae är en myrtenväxtart som först beskrevs av Thomas Fulton Bourdillon, och fick sitt nu gällande namn av Chithra. Syzygium rama-varmae ingår i släktet Syzygium och familjen myrtenväxter. Inga underarter finns listade i Catalogue of Life.